# 梅文鼎
梅 文鼎（ばい ぶんてい、1633年 - 1721年）は、中国清代の天文家・数学者・暦学者。字は定九。号は勿庵。寧国府宣城県の出身。

## 略歴
幼少から父に従って『周易』を読み、天体観測や暦算の学を好んだ。弟の梅文鼐・梅文鼏とともに同郷の倪正を師として学ぶ。『臺官交食法』を伝授されたときにその訂正・註釈として『暦学駢枝』2巻を著す。27歳の頃には師の倪正に大いに嘆賞されるに至る。仕官はしなかったが、康煕28年に北京で李光地と知り合い、康熙帝に紹介された。帝はかねて暦算に興味をもっていたので、康熙44年（1705年）の南巡のさいに文鼎を召して3日にわたって談論を交わした。帝は文鼎が仕官するには年をとりすぎたことを惜しみ、その孫である梅瑴成（梅以燕の子）を朝廷に召すことにした。徐光啓に始まった科学的暦学の建設は、梅文鼎によって大成されたと言える。暦学を数学と関連づけ、数学への関心を高めたのも彼の貢献による。全集『暦算全書』の一部『三角法挙要』では、『幾何原本』の記述に添いながらも、点・線・面・体などの定義をより分かりやすく説明している。汪中は「中西の暦学は、梅氏にいたって精密になった」と称え、銭大昕は梅文鼎を「清朝第一の算学家」と呼んでいる。

## 著書
著書は80余種といわれ、その多くは『梅氏叢書輯要』や『勿庵暦算全書』75巻におさめられた。内容は
- 古代の暦法の研究
- 西域の暦法の研究
- 崇禎暦書の批評
- 暦法の歴史と暦学についての意見
- 発明した測量器械と図説

に分かれる。
- 『暦学疑問』3巻
- 『古今暦法通考』